# Лиственит
Лиственит — средне- и низкотемпературная метасоматическая горная порода, состоящая из карбонатов (чаще всего — анкерита), кварца и мусковита или фуксита (хромовой слюды) с примесью разнообразных минералов (талька, хлорита, актинолита, альбита, турмалина, рутила, сфена).

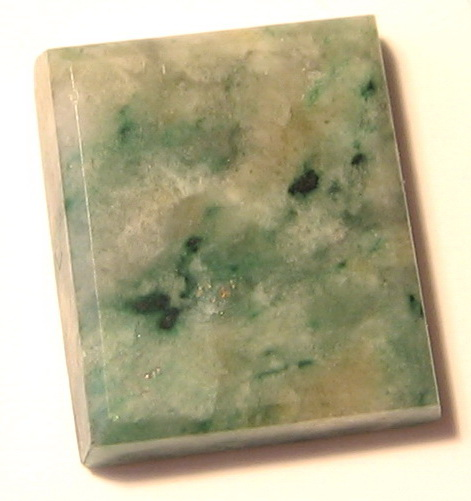
Лиственит, огранённый таблицей

Листвениты имеют ярко-зелёную (от фуксита) или серую (при бесцветном мусковите) окраску. Часто за счёт разложения карбонатов появляются гидроокислы железа, придающие лиственитам бурые оттенки.
Лиственит образуется в результате процесса лиственитизации (гидротермической переработки) серпентинитов и других ультраосновных и основных пород.
Текстуры сланцеватые, массивные, иногда кавернозные. Структуры гетеробластовые, мелко- и среднезернистые.
Химический состав (% массы): SiO2 — 35; Mg — 10-20; CaO — 15-30; СО2 — 20-40; FeO+Fe2O3 — 10-20. Плотность 2,8—3,1 г/см3 .
Обычно листвениты залегают в форме линз и жилообразных тел среди рассланцованных и слабо карбонатизированных пород.
Впервые обнаружены на Среднем Урале (Берёзовское месторождение) и описаны немецким геологом Густавом Розе в 1842 году. Характерная форма проявления — околотрещинные поясовые изменения мощностью до 1,5 м.
С лиственитами связаны месторождения и рудопроявления золота, ртути, кобальта, меди.

## Применение
Лиственит имеет ценность в основном как декоративно-облицовочный материал. наибольшую известность приобрели листвениты зелёного цвета с уральских месторождений. По мнению академика Ферсмана лиственит относится к поделочным камням III класса. Листвениты красивых ярко-зеленых окрасок с различными оттенками применяются в качестве поделочного камня для облицовки зданий и для производства художественных изделий. Освоение этого материала, как поделочного сырья, было осуществлено отечественной камнерезной промышленностью во второй половине XX века.